# 小林邦夫 (工学者)
小林 邦夫（こばやし くにお、1944年 - ）日本の機械工学者。専門は機械工学のうち機械力学・制御。
東京都市大学工学部機械工学科教授。

## 学歴・経歴
1967年、信州大学 工学部 機械工学科卒。1971年、信州大学大学院工学研究科 機械工学専攻修了

## 受賞歴
1986年、油空圧機器技術振興財団研究論文顕彰

## 書籍等
- 機械力学の基礎と演習 (オーム社   1994年
- よくわかる機械力学(共著) (オーム社   1995年

## 所属学協会
日本機械学会, 日本油空圧学会, 計測自動制御学会, システム制御情報学会(771) , 自動車技術会(740)